# Антихерој
Антихерој или антијунак је главни лик у књижевном, позоришном или филмском делу који својим изгледом и особинама представља супротност уобичајеној перцепцији хероја. Антихероја најчешће одликују особине које су у супротности са општеприхваћеним херојским врлинама као што су рецимо идеализам, храброст или морал. Иако антихероји понекад могу изводити радње које већина публике сматра морално исправним, њихови разлози за то можда нису у складу са моралом публике. Антихерој обично испољава једну од црта личности „тамне тријаде”, које укључују нарцизам, психопатију и макијавелизам.
Постоји контроверза око тога шта тачно дефинише антихероја. Речник Merriam-Webster дефинише антихероја као некога коме недостају херојски квалитети, али научници обично имају различите идеје о томе шта некога чини антихеројом. Неки научници се позивају на рацинијанског антихероја, кога дефинише неколико фактора. Први је да је антихерој осуђен на пропаст пре него што њихова авантура почне. Друго представља кривицу за тај неуспех на свима осим на њима самима. Треће, они нуде критику друштвеног морала и стварности. За друге научнике, антихерој је инхерентно херој са одређене тачке гледишта, а негативац са друге. Ова идеја је додатно подржана додатком поравнања ликова, која се обично приказују у RPG играма.
Типично, антихерој је жариште сукоба у причи, било да је протагониста или као антагонистичка сила. То је због тога што је антихерој посебно ангажован у сукобу, обично својом вољом, а не као посебан позив за веће добро. Као такав, антихерој се прво фокусира на свој циљ, а све остало је секундарно.

## Историја
Рани антихерој је Хомеров Терзит. Концепт је такође идентификован у класичној грчкој драми, римској сатири и ренесансној књижевности као што су Дон Кихот и пикарски разбојник.
Термин антихерој је први пут коришћен још 1714. године, који се појавио у делима као што је Рамоов Нећак у 18. веку, а такође се користи шире да покрије и бајронске хероје, које је створио енглески песник Лорд Бајрон.
Књижевни романтизам у 19. веку је помогао популаризацији нових облика антихероја, као што је готски двојник. Антихерој је на крају постао устаљени облик друштвене критике, феномен који се често повезује са неименованим протагонистом у Белешкама Фјодора Достојевског из подземља. Антихерој се појавио као фолија за традиционални архетип хероја, процес који је Нортроп Фрај назвао измишљеним „центром гравитације“. Овај покрет је указао на књижевну промену херојског етоса од феудалног аристократе до урбаног демократа, као што је био и прелазак са епских на ироничне нарације.
Хаклбери Фин (1884) је назван првим антихеројем у америчком књижевном расаднику. Шарлот Мален из Сомервила и Росова права Шарлот (1894) је описана као антихероина.
Антихерој је постао истакнут у егзистенцијалистичким делима раног 20. века као што су Метаморфоза (1915) Франца Кафке, Мучнина Жан-Пола Сартра (1938), и Странац Албера Камија (1942). Протагониста у овим делима је неодлучан централни лик који плута кроз свој живот и обележен је досадом, зебњом и отуђеношћу.
Антихерој је у америчку књижевност ушао 1950-их и до средине 1960-их као отуђена фигура, неспособна да комуницира. Амерички антихерој 1950-их и 1960-их је обично био проактивнији од свог француског колеге. Британска верзија антихероја појавила се у делима „ бесних младића “ из 1950-их. Колективни протести контракултуре шездесетих довели су до постепеног помрачења усамљеног антихероја из фиктивне истакнутости, иако не без накнадних оживљавања у литерарној и филмској форми.
Током златног доба телевизије од 2000-их до данас, ликови као што су Тони Сопрано, Волтер Вајт, Дон Дрејпер, Омар Литл и Наки Томпсон постали су истакнути антихероји.